# Juan Alonso de Badajoz
Juan Alonso de Badajoz (... – Chuquinga, 1555) è stato un esploratore spagnolo.

## Biografia
Juan Alonso de Badajoz fu uno dei compagni di Francisco Pizarro nella conquista dell'impero inca e servì come capitano durante la spedizione. Fu tra i fondatori della città di Lima, della quale fu anche governatore per un lungo periodo di tempo (1541-1555). Morì nel 1555 nella battaglia di Chuquinga.